# Рајска
Рајска је насељено мјесто у Босни и Херцеговини, у граду Градачцу, које припада ентитету Федерација Босне и Херцеговине. Према попису становништва из 2013. у насељу је живјело 956 становника.

## Становништво
| Демографија | Демографија | Демографија |
| Година      | Становника  | Становника  |
| ----------- | ----------- | ----------- |
| 1961.       | 682         |             |
| 1971.       | 847         |             |
| 1981.       | 968         |             |
| 1991.       | 1.039       |             |
| 2013.       | 956         |             |